# Palù del Fersina
Palù del Fersina (em mocheno: Palai en Bersntol; em alemão: Palai im Fersental)  é uma comuna italiana da região do Trentino-Alto Ádige, província de Trento, com cerca de 193 habitantes. Estende-se por uma área de 16 km², tendo uma densidade populacional de 12 hab/km². Faz divisa com Bedollo, Telve, Baselga di Piné, Telve di Sopra, Sant'Orsola Terme, Fierozzo e Torcegno.